# Golfo del Biafra
Il golfo del Biafra o baia di Biafra o golfo di Bonny (in inglese: Bight of Bonny o Bight of Biafra) è una vasta insenatura dell'Oceano Atlantico in corrispondenza della costa dell'Africa Occidentale. Esso è parte del più ampio golfo di Guinea e si estende dal delta del fiume Niger fino al capo Lopez in Gabon.
Sul golfo si affacciano la Nigeria, il Camerun, la Guinea Equatoriale e il Gabon.
Nel golfo sfociano i fiumi Niger, Cross, Wouri, Calabar, Ndian, Sanaga, Nyong, Ntem, Mbia, Mbini, Muni e Komo.
Nel golfo sono presenti inoltre le isole: Bioko, Príncipe; Ilhéu Bom Bom, Ilhéu Caroço, Elobey Chico, Elobey Grande, Horacio.
A seguito degli eventi della guerra del Biafra nel 1972 il governo nigeriano lo ha rinominato golfo di Bonny.